# Notropis saladonis
Notropis saladonis és una espècie extinta de peix de la família dels ciprínids i de l'ordre dels cipriniformes.

## Distribució geogràfica
Es trobava a Mèxic.